# Мазињо Оливеира
Мазињо Оливеира (26. децембар 1965) бивши је бразилски фудбалер.

## Каријера
Током каријере играо је за Сантос, Атлетико Паранаинсе, Бајерн Минхен, Интернасионал, Фламенго и многе друге клубове.

## Репрезентација
За репрезентацију Бразила дебитовао је 1990. године. За национални тим одиграо је 10 утакмица и постигао 2 гола.

## Статистика
| Бразил | Бразил | Бразил |
| Год.   | Ута.   | Гол.   |
| ------ | ------ | ------ |
| 1990   | 1      | 0      |
| 1991   | 9      | 2      |
| Укупно | 10     | 2      |